# 岩手県道50号北上金ケ崎インター線
岩手県道50号北上金ケ崎インター線（いわてけんどう50ごう きたかみかねがさきインターせん）は、岩手県北上市を通る県道（主要地方道）である。

## 概要
東北自動車道 北上金ヶ崎インターチェンジから北上市相去町の国道4号北上バイパス交点に至る約1キロメートル (km) の短距離路線である。終点を直進すると岩手県道254号相去飯豊線に連続する。

### 路線データ
- 実延長：1,161.0 m[1]
- 起点：北上金ケ崎インター[1]
- 終点：北上市相去町[1]（北上金ヶ崎IC口交差点、国道4号・岩手県道254号相去飯豊線交点）

## 歴史
- 1993年（平成5年）5月11日：岩手県道254号相去飯豊線の一部が、北上南インター線として建設省から主要地方道の指定を受ける[2]。
- 1994年（平成6年）3月15日：北上金ヶ崎インター線として県道に認定される[3]。

## 地理

### 交差する道路
- 北上金ヶ崎IC - 東北自動車道（北上市相去町前稗沢、起点）
- 国道4号北上バイパス・岩手県道254号相去飯豊線（北上市相去町和田尻・北上金ケ崎IC口交差点、終点）

### 沿線
- 北上南部工業団地（岩手県北上市相去町大松沢）